# Extinction Rebellion
Extinction Rebellion (abbreviato in XR) è un movimento socio-politico nonviolento che, attraverso azioni dirette e disobbedienza civile nonviolenta, pone tre richieste precise ai governi: dire la verità sulla crisi climatica, agire immediatamente tramite la dichiarazione di emergenza climatica ed ecologica, costituire assemblee di cittadini con potere decisionale che indichino ai governi le misure da seguire.
Extinction Rebellion è stata fondata nel Regno Unito nel maggio 2018 con circa un centinaio di accademici che hanno firmato un invito all'azione nell'ottobre 2018 e lanciato alla fine di ottobre da Roger Hallam, Gail Bradbrook, Simon Bramwell e altri attivisti del gruppo della campagna Rising Up!. Nel novembre 2018 a Londra sono stati compiuti vari atti di disobbedienza civile. Durante una delle ribellioni, che è durata dal 15 al 25 aprile 2019, XR ha occupato principalmente quattro zone al centro di Londra: Oxford Circus, Marble Arch, Waterloo Bridge e tutta l'area intorno alla Parliament Square.
A partire dalla primavera del 2019 si formano i primi gruppi di base in Italia. Dall'ottobre del 2019 i vari gruppi locali italiani hanno iniziato ad organizzare azioni dirette, anche di disobbedienza civile, a livello nazionale, che loro definiscono "ribellioni". Di conseguenza le persone aderenti al movimento sono definite "ribelli" ("rebels" in inglese).
Traendo ispirazione da movimenti locali come Occupy, il movimento indipendentista di Gandhi, le suffragette e Martin Luther King e altri nel movimento per i diritti civili, Extinction Rebellion vuole radunare supporto in tutto il mondo intorno a un senso comune di urgenza per affrontare il collasso climatico. Un gran numero di attivisti nel movimento hanno accettato di essere arrestati e persino di finire in prigione, simili alle tattiche di arresto di massa del "Committee of 100" nel 1961.
Il logo usato è il simbolo dell'estinzione, una clessidra rappresentante il poco tempo rimasto, racchiusa in un cerchio che indica il pianeta, creato nel 2011 dall'artista britannico ESP.

## Obiettivi e principi

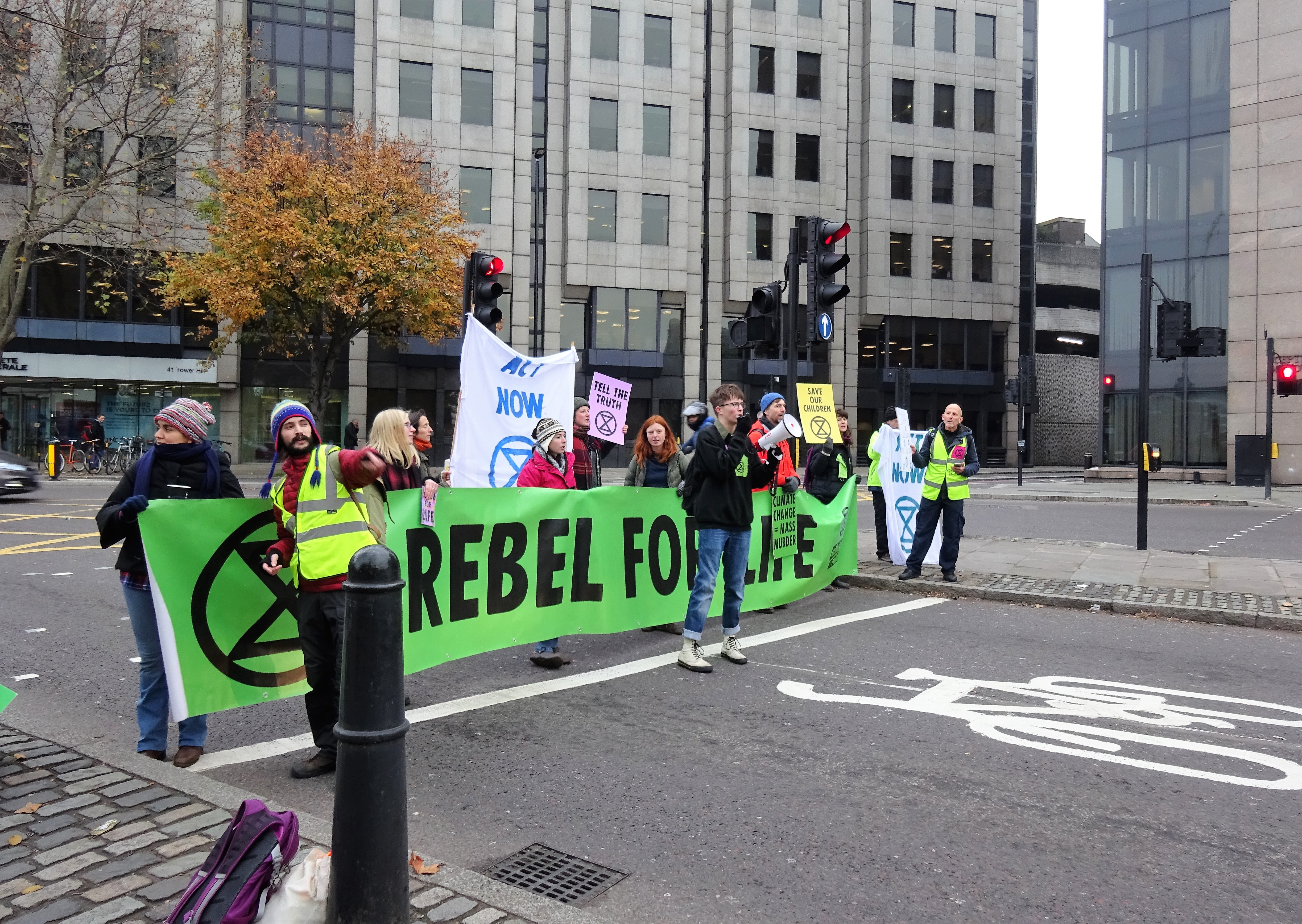
Proteste a Londra nel novembre 2018

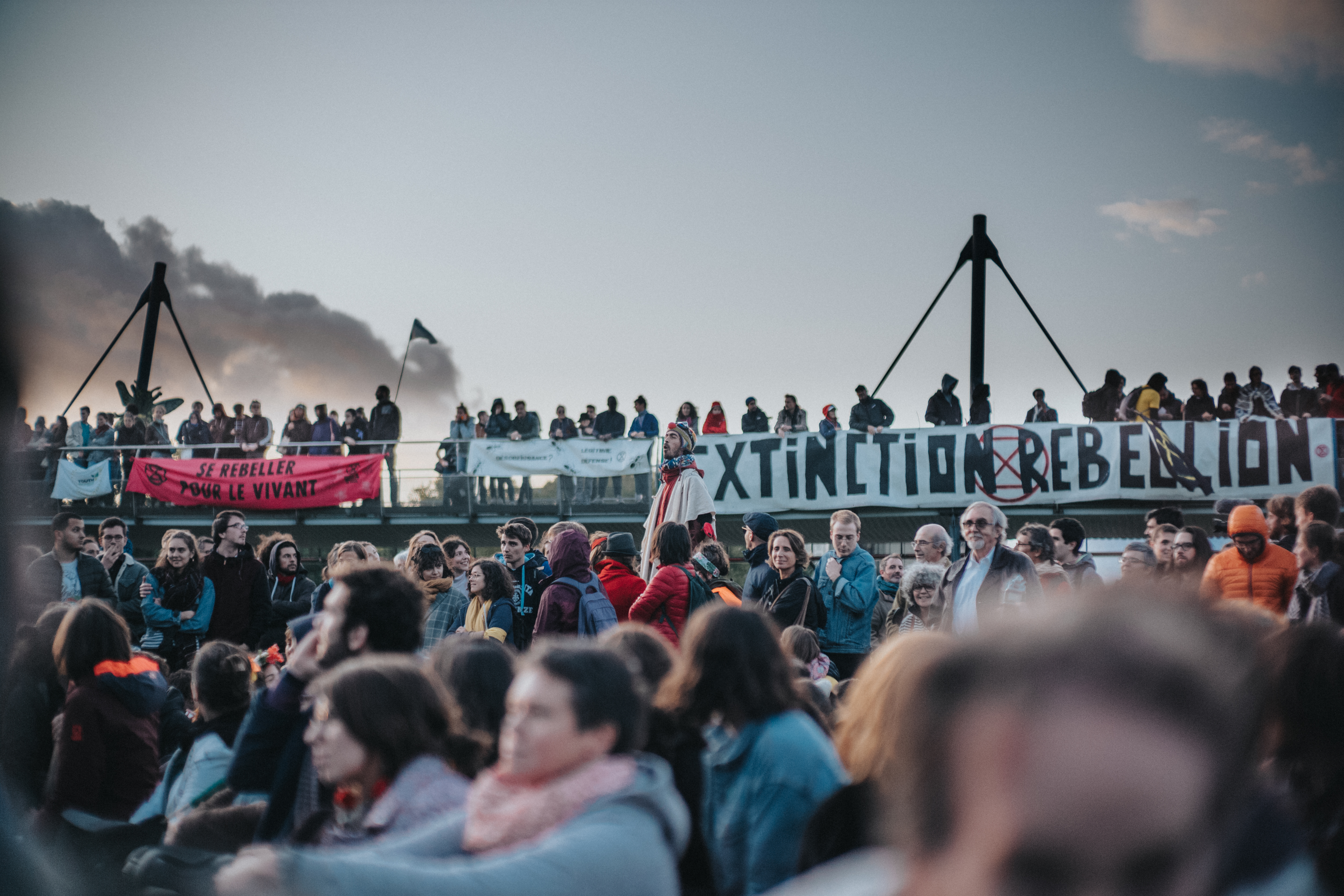
Parc de la Villette a Parigi, 6 ottobre 2019

Extinction Rebellion basa la propria azione su 3 richieste, che vengono rivolte direttamente ai Governi e alle amministrazioni locali:
- Verità: i governi comunichino apertamente la gravità della situazione ecologica, dichiarando l'emergenza climatica e ecologica e modificando le loro scelte in modo da risolvere la situazione. I governi devono anche informare il pubblico, promuovere la consapevolezza ambientale e le azioni ad essa associate.
- Azione immediata: XR intende forzare i governi in tutte le nazioni perché raggiungano le "zero emissioni" di gas a effetto serra entro il 2025; vuole inoltre arrestare la distruzione degli ecosistemi e la perdita di biodiversità.
- Oltre la politica: XR dichiara di voler rivoluzionare l'approccio alla gestione della società, superando le carenze e i fallimenti della democrazia rappresentativa. Intende raggiungere questo obiettivo attraverso la creazione di assemblee popolari formate da persone estratte a sorte, che rappresentino la totalità di opinioni e istanze presenti.

Inoltre XR si richiama ad alcuni principi generali, tra cui la volontà di creare un mondo adatto alle generazioni future, la mobilitazione di larghe fasce di portatori di interesse, la creazione di una nuova cultura che abbatta le gerarchie del potere per una partecipazione più equa. Il movimento dichiara di essere una rete nonviolenta che vuole sfidare gli attuali centri del potere.

## Organizzazione

### Struttura
Extinction Rebellion è una rete basata sull'autonomia e decentralizzazione dei vari gruppi locali e di lavoro. 
Chiunque agisca per perseguire "i tre obiettivi di XR aderendo ai suoi dieci principi, che includono la nonviolenza, può affermare di farlo in nome di XR".
A condizione che rispettino i 'principi e valori', ogni gruppo locale può organizzare eventi e azioni in modo indipendente.
L'Economist ha definito i principi che il gruppo utilizza come i principi dell'olocrazia, per operare in modo più efficace a fronte di una forte opposizione statale.

### Comunità
Le comunità e gruppi d'interesse XR sono un modo in cui i ribelli e le ribelli si possono connettere e lavorare assieme attraverso comunità di identità condivisa al posto di luogo geografico condiviso, per esempio, fede, professione, etnia o identità sessuale. Sia all'estero che in Italia esistono varie comunità (Queer, Famiglie, Medici e professioni sanitarie etc).
Anche Animal Rebellion è nata come "costola" di Extinction Rebellion.

## Storia del movimento
Extinction Rebellion ha avuto origine nel Regno Unito durante un incontro di attivisti tra cui Gail Bradbrook, Roger Hallam e Simon Bramwell nell'aprile 2018, durante il quale hanno elaborato una serie di obiettivi Circa un centinaio di accademici hanno firmato un invito all'azione a loro sostegno nell'ottobre 2018, e XR è stato lanciato il 31 ottobre da Hallam, Bradbrook, Simon Bramwell e altri attivisti di il gruppo di campagna Rising Up! Il 9 dicembre 2018 è stata pubblicata una seconda lettera aperta di sostegno firmata da un altro centinaio di accademici.
In seguito alla ribellione internazionale dell'ottobre 2019, il movimento si è espanso in oltre 60 nazioni, ed ha continuato a crescere esponenzialmente da allora.

### Azioni nel Regno Unito

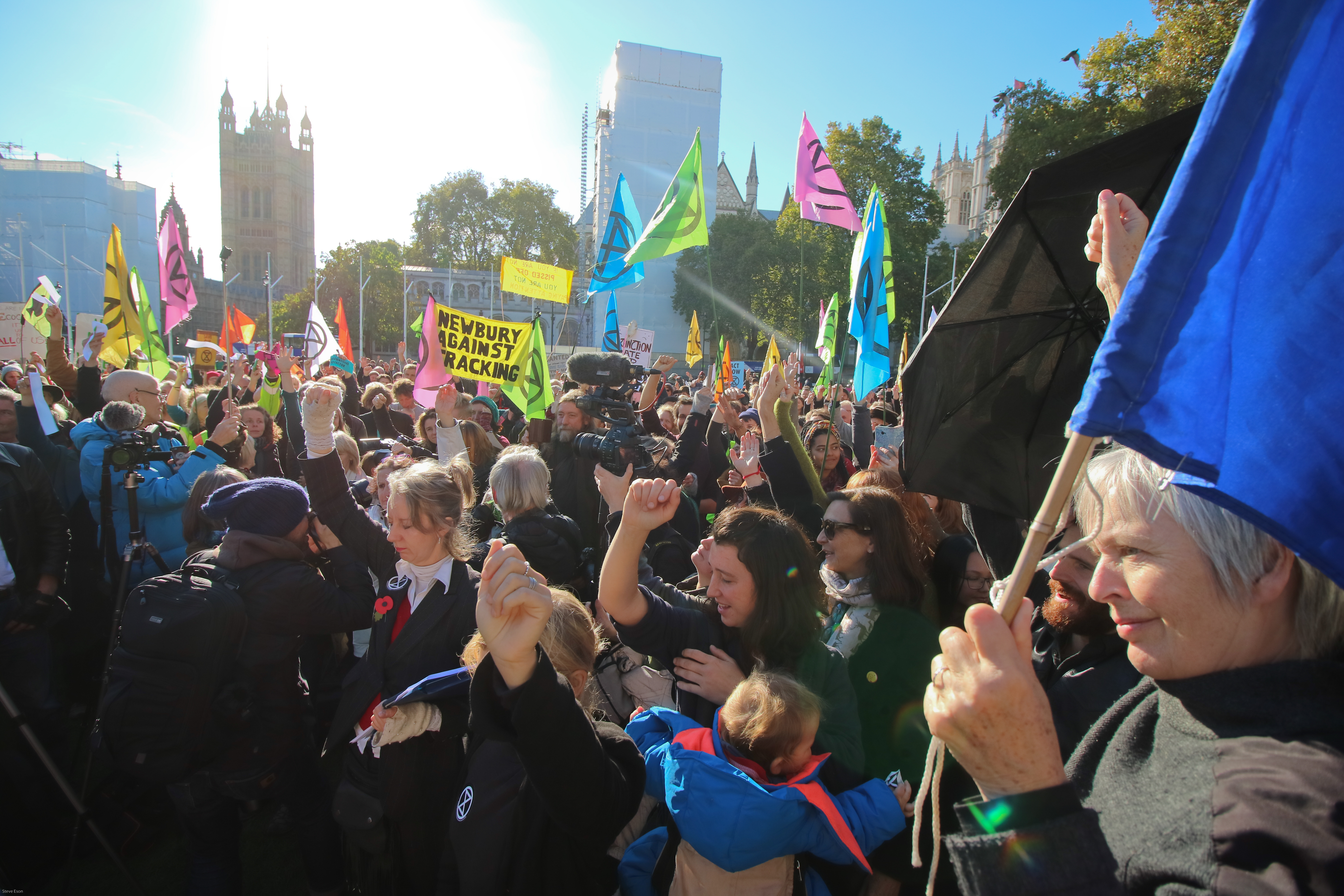
"Dichiarazione di Ribellione", Parliament Square, 2018

La "dichiarazione di ribellione" contro il governo britannico è avvenuta il 31 ottobre 2018, in un'assemblea di 10.000 partecipanti che ha occupato Parliament Square e la strada di fronte al parlamento. Nei giorni successivi, sempre a Londra, si sono tenuti blocchi stradali, in alcuni dei quali gruppi di ribelli si sono incollati per rendere più difficoltosa la loro rimozione Nel "Rebellion Day" circa 6000 persone hanno bloccato per ore i cinque principali ponti londinesi sul Tamigi Il Guardian ha descritto l'evento come "uno dei maggiori atti di disobbedienza civile pacifica degli ultimi decenni nel Regno Unito".
Nel "Rebellion Day 2", sono state arrestate 14 persone mentre le strade attorno a Parliament Square venivano bloccate e marce funebri si dirigevano lungo Downing Street e Buckingham Palace; contemporaneamente vi sono state azioni anche a Manchester, Sheffield, Machynlleth ed Edimburgo, dove in gennaio il movimento è riuscito ad occupare la sala dei dibattiti del parlamento scozzese. In seguito a simili occupazioni in altre città del Regno Unito I primi consigli municipali hanno iniziato a dichiarare lo stato di emergenza climatica ed ecologica. Negli stessi giorni, si registravano i giorni invernali più caldi della storia del Regno Unito. Nello stesso mese a Londra il movimento contestava la London Fashion Week tramite blocchi stradali e azioni performative.
In marzo 400 persone hanno versato del sangue finto lungo Downing Street, ed il 1º aprile delle persone nude si sono incollate alle vetrate del parlamento. Dal 15 di aprile si è tenuta una settimana di ribellione a Londra, occupando i punti nevralgici del centro ed utilizzando per la prima volta la caratteristica imbarcazione su cui gli attivisti si sono incollati. Il 16 aprile, la polizia londinese cessò gli arresti poiché le celle di detenzione preventiva erano tutte colme. Blocchi simili a quelli tenutisi in aprile si sono verificati anche in luglio, con cinque barche in cinque città diverse del Regno Unito. In settembre varie azioni hanno colpito la London Fashion Week, sottolineando i pesanti costi ecologici e sociali del fast fashion. Il 3 ottobre 2019 1800 litri di sangue finto sono stati spruzzati sulla tesoreria di Londra, denunciando "l'incoerenza tra l'insistenza del governo britannico sul fatto che il Regno Unito sia un leader mondiale nell'affrontare il collasso climatico, mentre versa ingenti somme di denaro nell'esplorazione di giacimenti fossili ed in progetti ad alte emissioni di anidride carbonica", finendo con l'arresto di otto persone.

#### International Rebellion - Ottobre 2019
Durante la "International Rebellion", durata due settimane a partire dal 7 di ottobre 2019, circa 30.000 persone hanno partecipato alle azioni di Londra, bloccando numerose strade, ed il London City Airport. Le azioni sono proseguite nonostante un tentativo della polizia di Londra, in seguito all'occupazione del distretto finanziario, di vietare ogni manifestazione di Extinction Rebellion da tutta la città metropolitana. Il 6 novembre l'alta corte ha stabilito che l'ordine sarebbe stato illegale perché andava oltre i poteri concessi dalla legge alla polizia.

#### Settembre 2020
Nel settembre 2020 si sono tenuti a Londra, Cardiff e Manchester 10 giorni di disobbedienza civile, chiamati "Ribellione d'Autunno". Durante la mobilitazione, XR ha bloccato l'accesso a diverse stampe di proprietà della News Corp di Rupert Murdoch. In una dichiarazione, XR ha affermato che l'azione è stata progettata per interrompere ed esporre quella che ha definito un'incapacità di riferire adeguatamente sull'emergenza climatica: "La nostra stampa libera, la società e la democrazia sono sotto attacco - da un governo in fallimento che ci mente costantemente ... I nostri leader hanno permesso che la maggior parte dei nostri media fosse accumulata nelle mani di cinque persone con potenti interessi acquisiti e profonde connessioni con le industrie dei combustibili fossili. Abbiamo bisogno di una stampa libera, ma non ce l'abbiamo." In una dichiarazione su Twitter, il ministro degli Interni britannico Priti Patel ha definito le azioni "un attacco alla nostra stampa libera, alla società e alla democrazia".

#### Impossible Rebellion
Una serie di proteste di due settimane con sede a Londra è iniziata il 23 agosto 2021, sotto il nome di "Impossible Rebellion". Le manifestazioni si sono concentrate in vari modi sui continui investimenti delle banche in combustibili fossili, nuove infrastrutture stradali come la HS2, la deforestazione della foresta pluviale amazzonica, il trattamento degli animali nei terreni della corona reale e l'industria della moda e del fast food. Alcuni giorni di protesta sono stati incentrati sull'evidenziazione delle donne e delle voci indigene. Le proteste mirano specificamente a fermare i nuovi investimenti in combustibili fossili da parte del governo del Regno Unito, oltre agli altri obiettivi di Extinction Rebellion.

### Azioni in Italia
Dall'inizio del 2019 il movimento approda anche in Italia, in cui iniziano a costituirsi i primi gruppi locali di Extinction Rebellion in città come Bologna, Milano, Roma, Torino e Mestre. In agosto il movimento ottiene un colloquio con l'assessora all'ambiente del comune di Bologna, Valentina Orioli, in seguito ad uno sciopero della fame.

#### Ribellione Internazionale - Ottobre 2019
Dal 3 fino al 14 ottobre 2019 la Ribellione Internazionale organizzata a Roma ha interessato la città con azioni dal forte impatto visivo, come i die-ins, in cui i manifestanti si sono gettati al suolo fingendosi morti, o con la creazione delle prime assemblee cittadine in Italia L'8 ottobre dieci attivisti iniziano uno sciopero della fame a Montecitorio. L'11 ottobre Sergio Costa, attuale ministro dell'ambiente, incontra gli scioperanti, che però hanno continuato lo sciopero e ritenuto il Decreto Clima del ministro "assolutamente insufficiente rispetto alla necessità di giungere allo zero netto di emissioni entro il 2025 e fermare rapidamente la distruzione degli ecosistemi".

#### Carnevale 2020
Il 22 e 23 febbraio 2020, in concomitanza col carnevale di Venezia, manifestanti da tutta Italia convergono nella città lagunare. Il 22 la protesta avviene attraverso musiche e balli lungo le Fondamenta delle Zattere, con lo slogan "niente carnevale in fondo al mare", e con flash mob di attivisti con gli occhi bendati. Il 23 febbraio, dalle 8 del mattino, un gruppo di ribelli blocca il Ponte dell'Accademia, facendosi portare via dalle forze dell'ordine.

#### Ottobre 2020

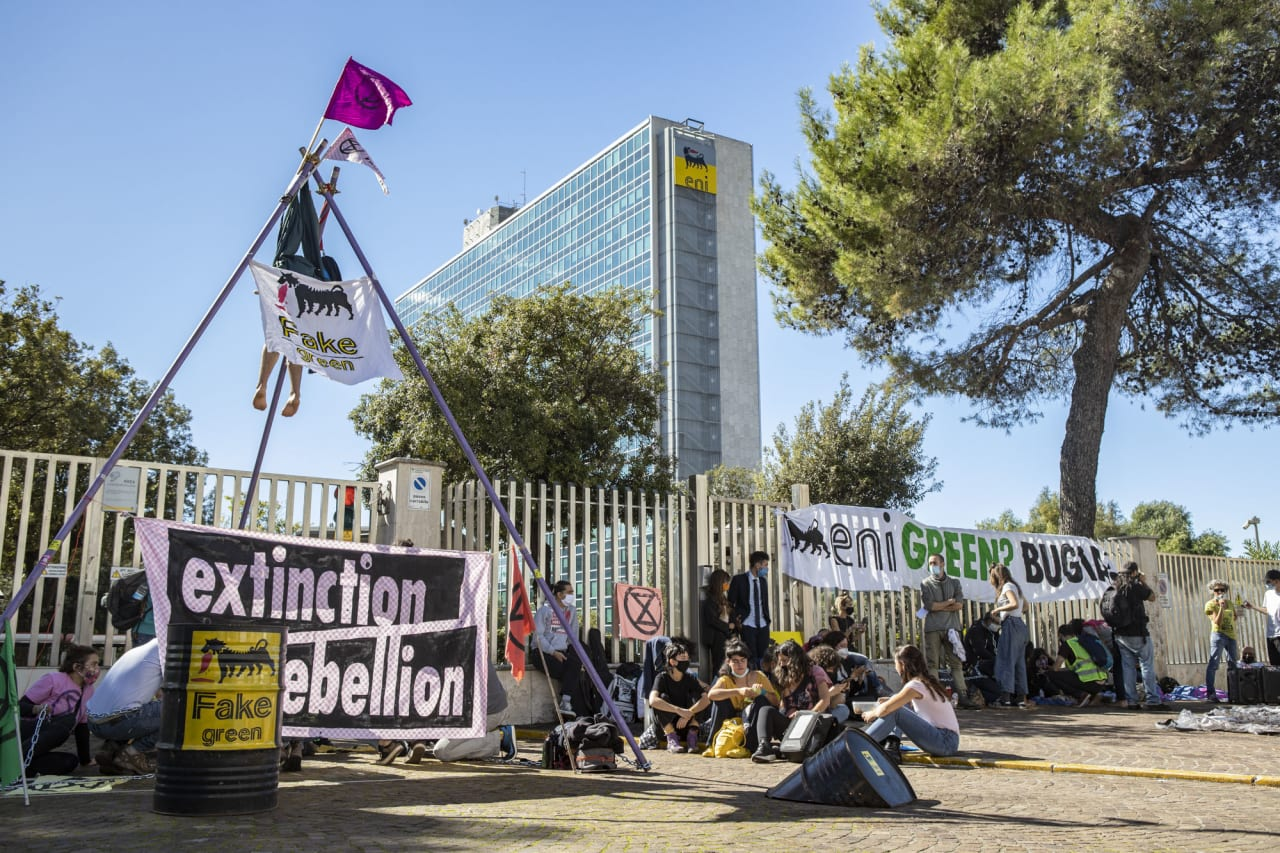
Presidio davanti al grattacielo di Eni, ottobre 2020

Dal 5 al 12 ottobre si tiene una settimana di azioni nella capitale.
Il 5 ottobre viene letta, dopo canti, balli e performances artistiche, una dichiarazione di ribellione. La manifestazione cerca quindi di spostarsi verso il Parlamento, col fine di versare sangue finto, ma viene bloccata dalle forze dell'ordine.

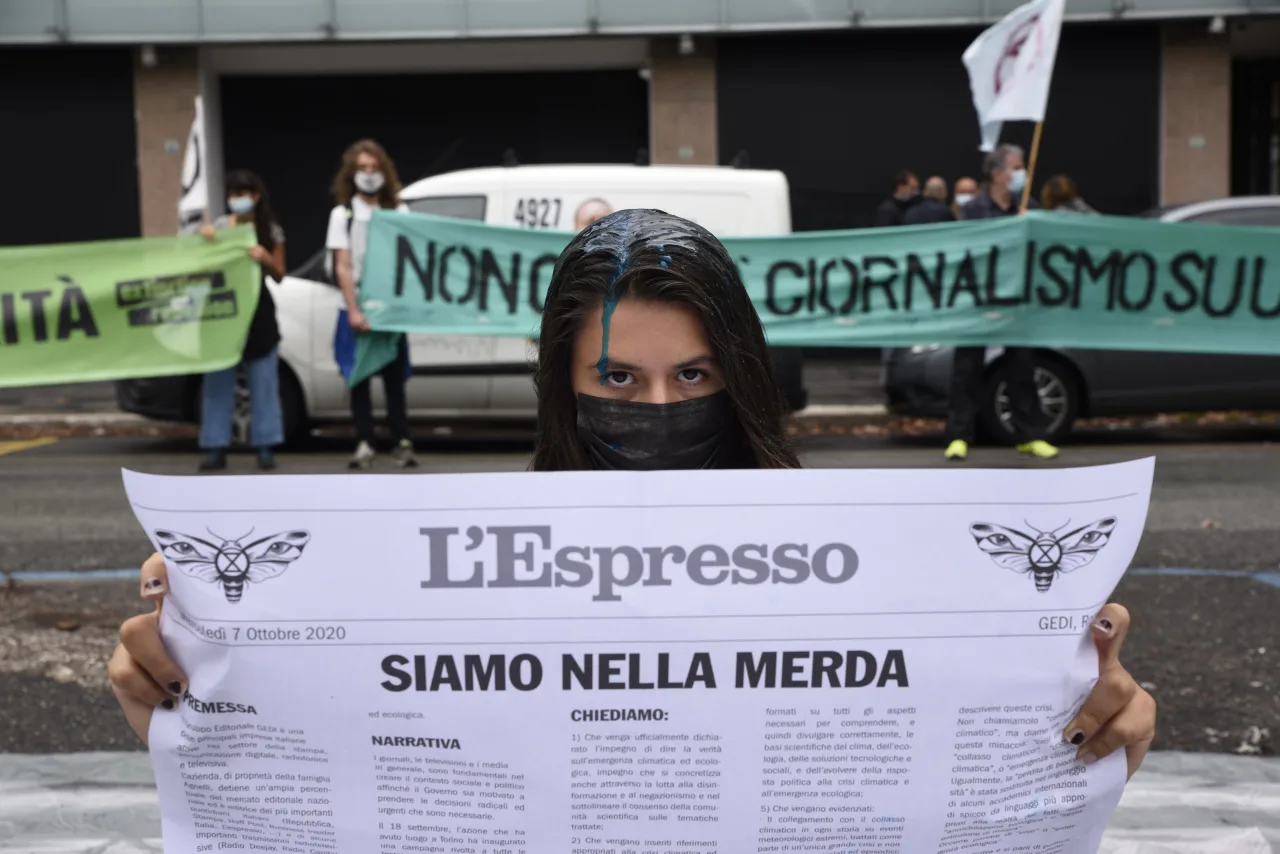
Presidio presso GEDI, Roma, ottobre 2020

Il 7 ottobre un gruppo si raduna pacificamente presso la sede del quotidiano La Repubblica, per chiedere una narrazione della crisi climatica ed ecologica proporzionata al rischio che rappresenta. Una rappresentanza del gruppo viene ricevuta dalla direzione della nuova sezione di approfondimento di La Repubblica (gruppo editoriale GEDI), “Green & Blue”, sponsorizzato da Eni e FCA,. La delegazione ha consegnato quindi una lettera in cui vengono richiesti articoli quotidiani in prima pagina sulla crisi climatica ed ecologica, il rifiuto di pubblicità dalle aziende di combustibili fossili, una formazione per giornalisti ed editori alla sottolineatura della crisi ambientale anche negli articoli di politica, economia, ed esteri, ed un cambiamento di linguaggio, che dovrebbe divenire più “emergenziale” (ad esempio: non cambiamento climatico, ma “collasso o distruzione climatica, o emergenza ecologica”).
Il pomeriggio del 7 ottobre un gruppo composto da attivisti di Extinction Rebellion, Climate Save Movement ed Animal Save Movement vestiti da letame hanno portato avanti una manifestazione non autorizzata davanti alla sede di Assocarni (Associazione nazionale industria e commercio carni e bestiame) denunciando le "bugie dell’industria zootecnica".
L'8 ottobre una performance artistica nei pressi del laghetto dell'EUR viene impedita dalle forze dell'ordine, che portano via due persone, ma nonostante ciò circa 60 manifestanti riescono ad occupare, incatenandosi ai cancelli, il piazzale davanti alla sede di Eni, in cui viene versato del petrolio finto. ENI è il primo attore italiano per emissioni di gas serra.
Il giorno successivo il presidio è stato raggiunto da una marcia funebre di attivisti di Fridays For Future, Animal Save e Climate Save, in seguito allo sciopero per il clima avvenuto quella mattina nella capitale. Il presidio viene sciolto solo la mattina del 10 ottobre, 53 ore dopo il suo inizio, data la mancata reazione del ministro Patuanelli
Intanto venerdì 9 ottobre un gruppo di medici aderenti a Extinction Rebellion ha manifestato di fronte al Ministero della salute, sottolineando il legame fra ecosistemi e salute umana e pandemie, e dichiarando “Siamo medici e professionisti sanitari di tutta Italia; siamo coscienti che la crisi climatica ed ecologica in atto sta avendo e avrà in futuro un impatto sempre maggiore sulla salute umana a livello globale, e abbiamo deciso di unirci in supporto di Extinction rebellion e delle sue azioni di disobbedienza civile di massa”.
Il pomeriggio del 10 ottobre invece, in una piazza dell'Esquilino ghermita di manifestanti seduti, con in mano giornali finti che riportano titoli allarmanti sulla "crisi climatica ed ecologica", sedici persone si spogliano. Sorreggono cartelli con scritte quali “riscaldamento globale”, “siccità”, “carestia”, “ecocidio”, e le lettere dipinte sui loro corpi compongono la scritta "la nuda verità". Le forze dell'ordine non intervengono. L'azione è rivolta ai media ed alla narrazione che fanno delle tematiche ambientali: Oliver Turquet, codirettore internazionale di Pressenza, interviene al microfono per parlare del ruolo cruciale dei canali d'informazione. Successivamente un corteo di "anime estinte" chiude la manifestazione.
Il 12 ottobre, in occasione del voto sul decreto “sostegno e rilancio economia e salute”, ritenuto un ritorno al "business as usual", ovvero "un modello di sviluppo basato solo sul profitto a scapito della salute del pianeta e conseguentemente di tutti i suoi abitanti", otto attivisti si siedono sulle scalinate d'ingresso del Parlamento. La polizia ha sequestrato i cartelli e rimosso di peso gli attivisti.

#### Finanza Fossile - 1 aprile 2021
Il 1 aprile 2020 in tutte le maggiori città italiane (Torino, Milano, Venezia, Palermo, Firenze, Bologna, Roma, Bolzano, Brescia, Catania, Como, Ferrara, Firenze, Genova, Mogliano Veneto, Padova, Palermo, Pisa, Trento, Treviso, Verona e Vicenza) vengono organizzate azioni per chiedere al mondo della finanza di non investire più sui combustibili fossili. Nel mirino vi sono maggiormente Intesa SanPaolo, Assicurazioni Generali e UniCredit, essendo queste le banche e assicurazioni che maggiormente investono in fonti energetiche non rinnovabili. Lo slogan della mobilitazione è la frase attribuita a Toro Seduto: «Quando l’ultimo albero sarà abbattuto, l’ultimo pesce mangiato e l’ultimo fiume avvelenato, vi renderete conto che non potremo mangiare denaro». A Torino tre attiviste riescono ad entrare ed occupare momentaneamente la hall del grattacielo di Intesa SanPaolo.

#### ENI Roma - 12/13 aprile 2022
Rompono le vetrate e imbrattano i muri esterni con la scritta "Eni criminale", prima della sede legale all'Eur poi l'Energy Store Eni di San Giovanni. I responsabili sono stati denunciati per danneggiamento e manifestazione non autorizzata.
"Con la guerra in Ucraina e potenziali sanzioni energetiche nei confronti della Russia, Eni sta giocando un ruolo di primo piano, a fianco del governo italiano, per trovare canali alternativi di fonti fossili in diversi paesi dell’Africa. Il governo Draghi aveva promesso di ridurre sensibilmente lo sfruttamento e gli investimenti su gas e petrolio con il conseguente impegno di costruire impianti per produrre energie rinnovabili. Bisogna interrompere subito questo trend e investire in maniera massiccia sulle rinnovabili".
Questa è la dichiarazione dei responsabili sulle motivazioni di tale gesto.

#### Salone del libro di Torino - 20 maggio 2023
Alla presentazione del libro "Una famiglia radicale" del ministro Eugenia Roccella, prima che iniziasse a parlare, Extinction Rebellion e il collettivo femminista "Non Una di Meno" hanno contestato e interrotto la ministra gridando «Qui non c’è nessuna battaglia aperta sull’aborto piuttosto se c'è una battaglia, è sull'utero in affitto»; dopo inutili tentativi di mediazione da parte di Nicola Lagioia, direttore uscente del Salone e della ministra offrendo il palco ai contestatori per aprire un dibattito e placare gli animi se ne va rinunciando alla presentazione. Nello stesso giorno vengono denunciati e indagati dalla Digos di Torino 29 attivisti facenti parte dei due gruppi per violenza privata. La giornalista e storica Lucetta Scaraffia ha difeso Roccella in un'intervista al Corriere della Sera criticando gli attivisti e Nicola Lagioia dicendo che avrebbe dovuto garantire la continuazione della presentazione del libro. Riguardo a questo episodio, la presidente del consiglio Meloni si è espressa dicendo che «Quanto accaduto oggi al Salone del Libro di Torino è inaccettabile e fuori da ogni logica democratica» mentre la segretaria del Pd Elly Schlein ha dichiarato che «In democrazia il dissenso va accettato». Il 27 maggio il Presidente Mattarella ha ricordato il valore dello spirito critico nel confronto, “senza pretendere di mettere a tacere qualcuno, tanto meno un libro o la sua presentazione”.

### Azioni negli Stati Uniti
Quando il movimento si è espanso neli Stati Uniti, un'ulteriore quarta richiesta è stata aggiunta all'elenco: "Chiediamo una transizione giusta, che dia priorità alle persone più vulnerabili e alla sovranità indigena; stabilisca riparazioni e rimedi guidati da e per le persone nere, indigene, le persone di colore e le comunità povere a causa di anni di ingiustizia ambientale, che stabilisca i diritti legali per far si che gli ecosistemi prosperino e si rigenerino in perpetuo, e che ripari gli effetti dell'ecocidio in corso per prevenire l'estinzione dell'uomo e di tutte le specie, al fine di mantenere un pianeta vivibile e giusto per tutti."

#### Azioni a New York

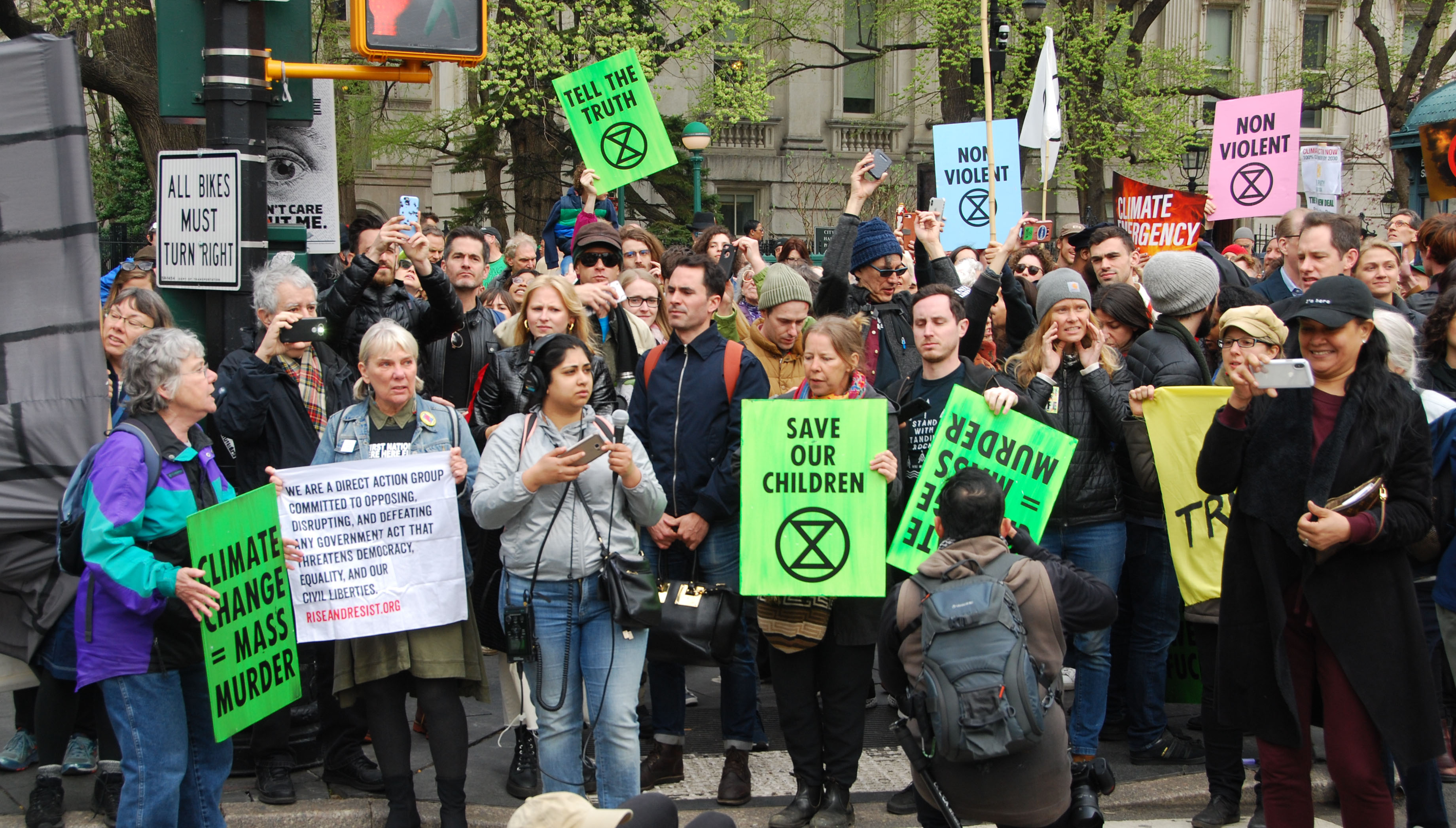
protesta presso la New York City Hall, 2019

Il 26 gennaio 2019, gli attivisti di Extinction Rebellion New York hanno formato il simbolo della clessidra con i loro corpi sul ghiaccio presso la pista di pattinaggio del Rockefeller Center. Un attivista si arrampicò e appese uno striscione sulla grande statua d'oro di Prometeo. Il 17 aprile 2019, oltre 60 attivisti sono stati arrestati durante un die-in nelle strade intorno al municipio di New York. Il 22 giugno 2019, 70 attivisti sono stati arrestati per aver bloccato il traffico fuori dalla sede del New York Times nel centro di Manhattan. Il 10 agosto 2019, oltre 100 persone sono state arrestate durante una protesta congiunta che ha chiuso la West Side Highway, in segno di protesta contro le presunte violazioni dei diritti umani al confine tra Stati Uniti e Messico dell'Agenzia per l'immigrazione e le dogane degli Stati Uniti, ed il suo ruolo nelle deportazioni di massa. Il 5 settembre 2019, il traffico è stato bloccato a più incroci nel centro di Manhattan per attirare l'attenzione sugli incendi in Amazzonia. Il 6 settembre 2019 un attivista XR ha scalato l'Unisfera nel Queens, New York. Il 7 ottobre 2019, gli attivisti di Extinction Rebellion hanno spruzzato sangue finto sulla scultura del Toro di Wall Street, hanno bloccato un ingresso alla Borsa di New York e si sono sdraiati lungo Broadway, fermando il traffico per più di un'ora. Circa 90 manifestanti sono stati arrestati. Il 10 ottobre 2019, gli attivisti XR hanno posizionato una barca a vela in un incrocio di Times Square, con alcuni manifestanti che hanno incollato le proprie mani alla barca, rallentando il traffico. Il 7 settembre 2020 tre attivisti sono stati arrestati dopo essersi arrampicati sulla statua del globo presso Columbus Circle, sulla quale avevano appeso uno striscione recitante "climate justice now" (giustizia climatica ora).

#### Azioni lungo la costa pacifica
Il 28 aprile 2019, attivisti non violenti hanno bloccato un binario ferroviario che portava dal Canada del petrolio da sabbie bituminose a Portland, nell'Oregon, dove una multinazionale canadese gestisce un terminal di esportazione marittima. Undici manifestanti sono stati arrestati per aver piantato un giardino sui binari. Cinque sono stati processati nel febbraio 2020 per la loro disobbedienza civile. La loro giuria è rimasta sospesa sul verdetto con cinque dei sei giurati che hanno votato per l'assoluzione, ma la maggioranza non è stata in grado di convincere il sesto giurato a porre fine al caso.

### Azioni in Germania

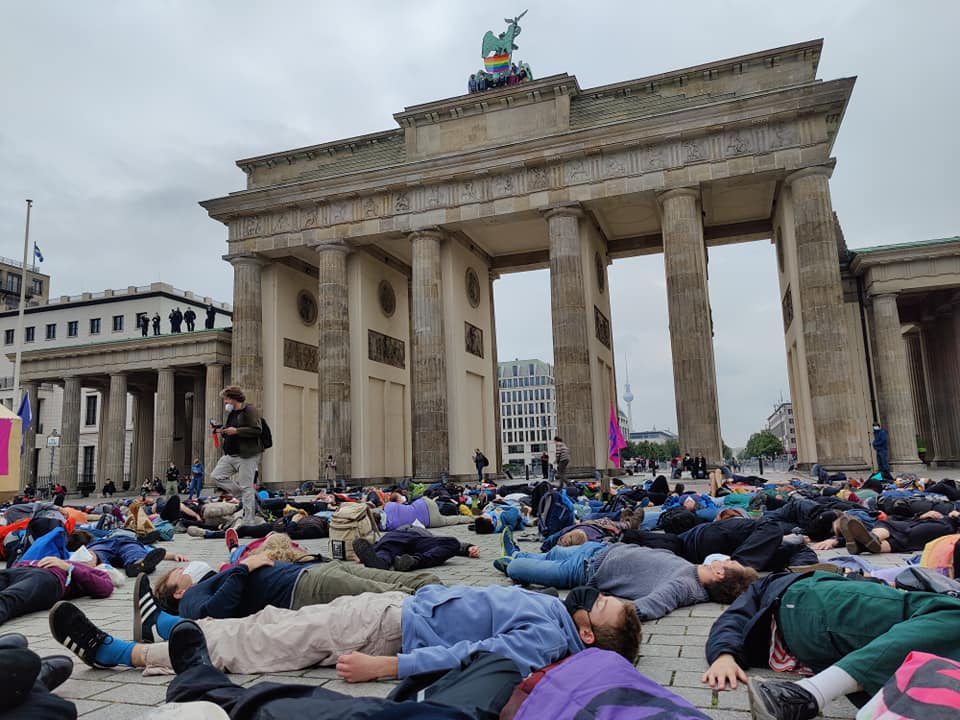
Occupazione della Porta di Brandenburgo a Berlino, agosto 2021

Nel 2018 sono stati fondati in Germania i primi gruppi locali (Ortsgruppen) di Extinction Rebellion.
Extinction Rebellion in Germania vede la sua prima settimana di mobilitazione dal 15 aprile 2019.
L'11 giugno 2019 alcuni attivisti XR si sono incatenati alla recinzione della Cancelleria di Berlino con lucchetti per biciclette al collo, l'evento ha ricevuto parecchia risonanza mediatica.
Il 7 ottobre 2019 circa 4.000 persone hanno occupato la Colonna della Vittoria a Berlino.
L'11 giugno 2020, gli attivisti hanno tinto la Sprea con il colorante verde atossico uranina in diversi punti nei pressi di Berlino per protestare contro l'inquinamento idrico causato dall'estrazione di carbone nel distretto minerario di lignite di Lusazia. Contemporaneamente anche il fiume Roer nel distretto della lignite renano è stato colorato.
Nell'estate del 2020 a Dresda, Norimberga, Heidelberg, Weimar, Colonia, Berlino e Friburgo in Brisgovia, sono state sistemate cassette di legno piantate su strisce di parcheggio ai bordi delle strade, alcune abbinate a rastrelliere per biciclette. La città di Friburgo aveva inizialmente rimosso le casse rialzati, ma in seguito le ha rimontate su richiesta dei residenti.
Il 2 luglio 2020, gli attivisti di XR e della Generation Foundation hanno protestato contro l'adozione della legge sull'eliminazione graduale del carbone prevista il giorno successivo e hanno lanciato volantini nella hall del Bundestag.
Il 5 ottobre 2020 ci sono state proteste a Berlino presso il Ministero federale dei trasporti, il Ministero federale dell'alimentazione e dell'agricoltura e nel distretto governativo. Il ponte Marschall è stato temporaneamente bloccato. Il 6 ottobre 2020, la Casa dell'Economia di Charlottenburg, dove si trova la sede dell'Associazione tedesca dell'industria della lignite (DEBRIV), è stata temporaneamente occupata. Il 9 ottobre 2020, sette attivisti si sono incollati all'edificio della sede berlinese della DEGES per protestare contro la costruzione dell'autostrada A 49 in Assia.
Il 7, e poi dal 16 al 21 agosto 2021, vengono occupati, anche contemporaneamente, più posti a Berlino, in vista dell'iniziativa "August RiseUp" a cui aderiscono, oltre ad XR, oltre 60 altri movimenti per la giustizia climtica, ecologica e sociale. Vi sono stati blocchi stradali davanti agli uffici dell'associazione degli agricoltori, al ministero federale dell'alimentazione e dell'agricoltura (in cui si sono susseguiti presidi), alla rappresentanza statale del Nord Reno-Westfalia, al consiglio economico della CDU. Durante un corteo che è culminato con una protesta davanti alla sede del partito dei Verdi, la sede della CDU è stata imbrattata di sangue finto, ed alcuni attivisti si sono incollati alle vetrate, mentre la strada davanti alla sede del SPD è stata bloccata.
Il 20 agosto 2021, durante un blocco stradale presso la porta di Brandeburgo, sei attivisti si arrampicano sul monumento occupandolo per tutta la mattinata.

### Azioni in Francia

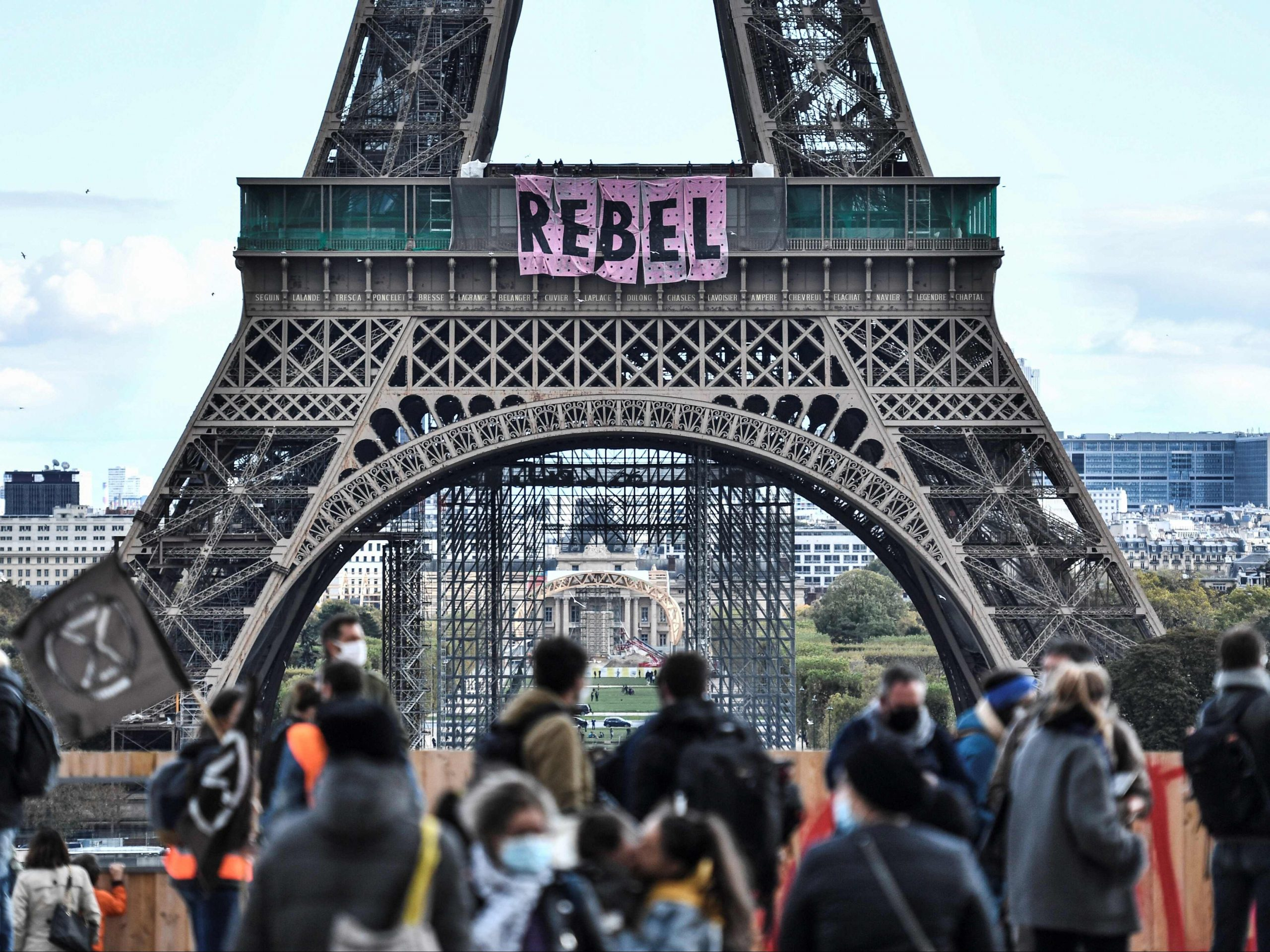
Striscione sulla Torre Eiffel, Parigi, novembre 2020

Nell'estate del 2018 un gruppo di attivisti decide di cominciare a rubare dai municipi francesi i ritratti del presidente Emmanuel Macron, accusato di non proteggere il proprio paese dalla crisi climatica ed ecologica. Tale gruppo inizia a coinvolgere la frangia non violenta dei gilet gialli e a formarsi sulla disobbedienza civile nonviolenta di massa attraverso contatti con la branca inglese del movimento.
Il 12 maggio 2019 vengono versati 300 litri di sangue finto lungo le scale del Trocadéro.
Il 28 giugno 2019, a Parigi, la polizia ha represso un blocco stradale pacifico sul ponte Sully. La diffusione - in particolare da parte di Greta Thunberg - di immagini di gas lacrimogeni lanciati in faccia ai manifestanti seduti provoca molte reazioni: il regista Cyril Dion dichiara di rifiutare l'Ordine Nazionale al Merito, a causa della violenza sproporzionata del governo nei confronti del suo popolo. Il ministro dell'Interno Christophe Castaner ha quindi chiesto un rapporto al prefetto della polizia di Parigi.
La “settimana di ribellione internazionale” inizia in Francia la mattina di sabato 5 ottobre 2019 con l'occupazione e il blocco del centro commerciale "Italie Deux" nel 13º arrondissement di Parigi da parte di circa 1.000 manifestanti sostenuti dal movimento dei gilet gialli. Hanno poi occupato, da lunedì 7 ottobre, la Place du Châtelet e il Pont au Change a Parigi. · . Gli attivisti hanno deciso di agire anche in diversi negozi del centro della capitale, tra cui un fast food.
Il 12 novembre 2020 il movimento lancia in Francia una settimana di azioni occupando fino all'arresto degli attivisti la Torre Eiffel, su cui era stato fissato uno striscione.
Il 26 novembre 2020, gli attivisti di Extinction Rebellion agiscono contro Amazon nella città di Amiens. Affiggono manifesti su una dozzina di punti di raccolta pacchi, denunciando il consumo eccessivo e i danni all'ambiente, in particolare dalle emissioni di CO2, del colosso dell'e-commerce. Il 4 dicembre 2020, gli attivisti di ANV-COP 21 si sono uniti a Extinction Rebellion davanti ai cancelli della prefettura del Loiret, chiedendo la fine della "complicità di stato" e la consapevolezza dell'impronta ecologica ed economica dell'azienda americana Amazon.

### Azioni in altri paesi

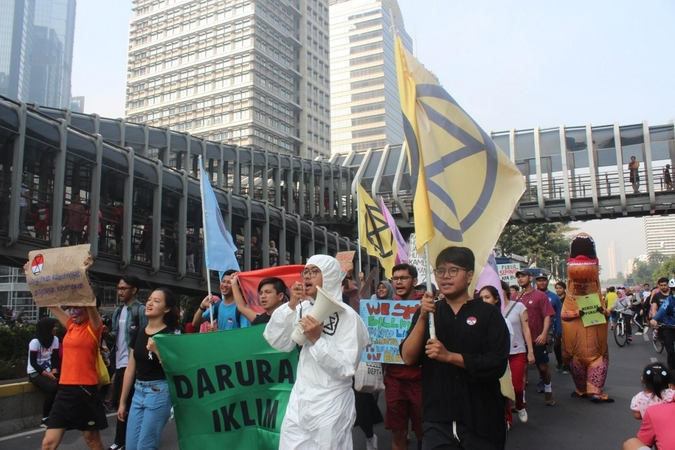
Extinction Rebellion a Giacarta, Indonesia, ottobre 2019

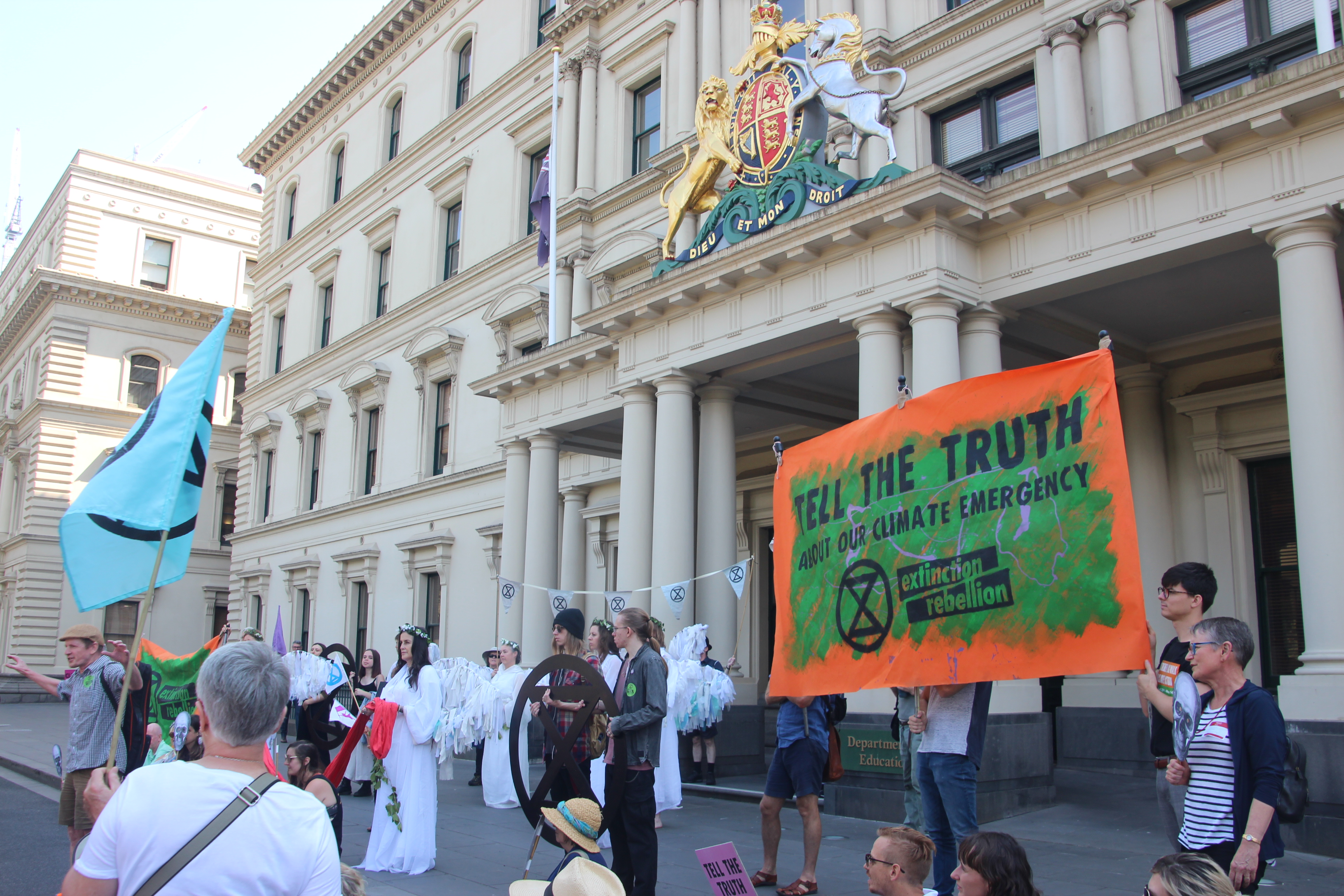
"Declaration Day" davanti al governo del Victoria, (Melbourne, Australia), 2019

Extinction Rebellion Australia ha tenuto una "Declaration Day" il 22 marzo 2019 a Melbourne, Adelaide, Sydney e Brisbane. Nella settimana iniziata il 15 aprile 2019, gli attivisti di XR hanno occupato il Parlamento della Camera dei Rappresentanti dell'Australia Meridionale e parte della Corte penale internazionale dell'Aia, formando catene umane. Azioni simili hanno avuto luogo a Berlino, Heidelberg, Bruxelles, Losanna, Madrid, Denver e Melbourne. Inoltre, una linea ferroviaria a Brisbane, in Australia, è stata interrotta.
Il 7 ottobre 2019, nel merito di una giornata globale di "disobbedienza civile", ci sono state azioni dirompenti che hanno causato caos e indignazione nelle principali città del mondo. Gli attivisti a Wellington, in Nuova Zelanda, hanno organizzato un "die-in" in una filiale della banca ANZ, chiedendo che "si disinvestisse dai combustibili fossili", con alcuni manifestanti che si incollavano le mani alle vetrate, altri hanno occupato la lobby del ministero dell'economia e dell'innovazione. Ad Amsterdam più di 100 manifestanti sono stati arrestati dopo aver eretto una tendopoli sulla strada principale fuori dal museo nazionale Rijksmuseum. A Mumbai, India, circa 250 manifestanti hanno inscenato un "die-in". Anche a Vienna i manifestanti hanno bloccato il traffico cittadino.
Il 6 dicembre 2019, gli attivisti di Extinction Rebellion hanno bloccato le strade per 7 ore a Washington, chiedendo la fine del finanziamento dei combustibili fossili da parte della Banca Mondiale.
Il 24 gennaio 2020, 25 attivisti di Extinction Rebellion si sono incatenati ai corrimano dell'aeroporto di Kastrup in Danimarca, per protestare contro i piani per la sua futura espansione. Hanno suonato annunci falsi per più di mezz'ora nell'area arrivi dell'aeroporto annunciando che l'espansione dell'aeroporto deve essere annullata immediatamente per raggiungere la neutralità climatica entro il 2025.
In Australia, dal 23 al 28 marzo 2021 - una settimana di disobbedienza di massa (ribellione autunnale) si è tenuta a Melbourne, Victoria, ma con numeri inferiori rispetto alle azioni precedenti.
Altre campagne mirate in Australia includono la campagna "Don't NAB Our Future", che si rivolge alla National Australia Bank per il suo sostegno finanziario a progetti sui combustibili fossili, e ha coinvolto diverse filiali NAB in tutta l'Australia disegnandvi con i gessetti e occupandole, e la campagna "Duty of Care" rivolta al governo federale, facendo appello a una sentenza della Corte federale australiana che afferma che il governo ha il dovere di proteggere le generazioni future dai danni climatici. Le azioni hanno incluso il prendere di mira i dipartimenti del governo federale e i membri del Parlamento a Canberra durante le settimane di seduta attraverso atti di disobbedienza civile. Un'azione si è svolta anche presso l'ufficio elettorale del tesoriere federale Josh Frydenberg a Melbourne. Due attivisti di Extinction Rebellion sono saliti sul tetto mentre molti altri si sono incollati all'ingresso principale.

### Azioni in regimi dittatoriali
Extinction Rebellion è presente anche in stati dittatoriali o autocratici, in cui i movimenti ecologisti sono spesso soggetti a maggiori repressioni. In Russia l'attivista Kostantin Frokin è stato arrestato più volte, trascorrendo in totale 81 giorni in carcere. L'attivista si è seduto in mezzo a via Tverskaja, Mosca, bloccando il traffico. Il suo gesto è stato imitato da ribelli di tutto il mondo. Altri attivisti ecologisti russi che hanno dovuto affrontare il carcere includono Arshak Makichyan.
Beanché ad Hong Kong Extinction Rebellion abbia potuto portare avanti le proprie azioni, i movimenti ecologisti nella Cina continentale vengono accolti da una forte opposizione statale. L'attivista Ou Hongyi, dopo essere stata arrestata all'età di 17 anni per aver organizzato degli scioperi scolastici per il clima a Guilin e poi a Shangai, è stata costretta a lasciare il suo paese ed a trasferirsi in Svizzera, dove il 19 aprile 2021 ha iniziato uno sciopero della fame, per protestare contro la sua condanna a 60 giorni di carcere e una multa di 1.200 franchi svizzeri per aver protestato contro l'espansione di una cava di calcare da parte della società franco-svizzera di cemento LafargeHolcim.
Un altro caso simile è quello di Disha Ravi, una giovane attivista e co-fondatrice di Fridays for Future India, accusata dal governo del suo paese di cospirazione per avere supportato le proteste dei contadini indiani del 2020-2021, alle quali aveva aderito anche Extinction Rebellion India

### Azioni durante eventi internazionali

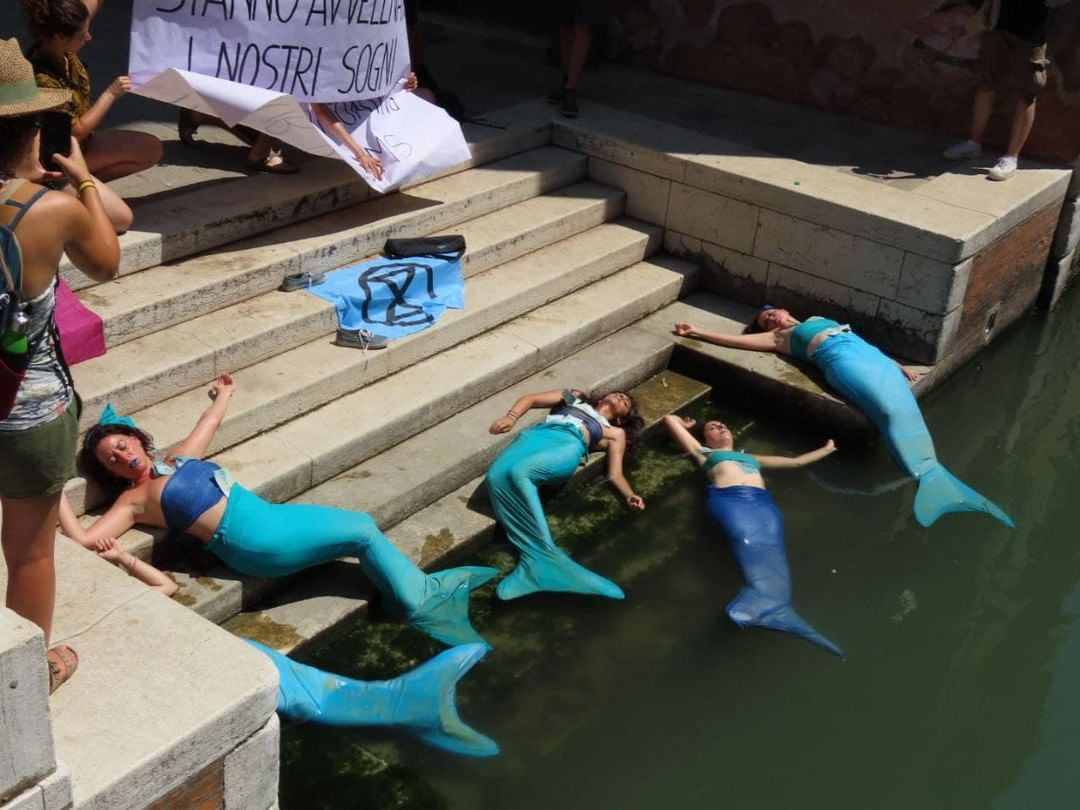
Sirene morte alla contestazione del G20 a Venezia, luglio 2021

Durante la COP25 svoltasi dal 2 al 13 dicembre 2019 a Madrid, Spagna il movimento ha occupato un negozio Zara, incollandosi alle vetrine per denunciare la tossicità del fast fashion, e attraversato la città con un corteo dedicato alla vita degli oceani. La contestazione è stato il primo momento di ritrovo internazionale, in cui è stata forte la presenza di attivisti indigeni americani.
Durante il 47° vertice del G7 nel giugno 2021, centinaia di manifestanti legati al gruppo si sono riuniti sulle spiagge di St Ives, in Cornovaglia, dove si stava svolgendo il vertice, per protestare contro i leader mondiali e chiedere un'azione urgente per affrontare la crisi climatica. Il gruppo ha scelto lo slogan "Suonate l'allarme" e ha usato il rumore per protestare.
Dall'8 all'11 luglio 2021 si è tenuto il G20 su Economia e Finanze a Venezia. Il 3 e 4 il gruppo locale di Venezia ha lanciato l'evento GVenturo, per sensibilizzare la popolazione sulla crisi climatica ed ecologica ed il ruolo di economia e finanza.
L'8 luglio un gruppo di circa cinquanta persone si è incollato ai cancelli dell'Arsenale, luogo limite della "zona rossa" in si stava aprendo l'incontro, con lo slogan "i governi hanno fallito". Il giorno dopo una ventina di attivisti ha manifestato singolarmente in vari punti nevralgici della città, evitando così di causare assembramenti, in alcuni casi bagnandosi con del sangue finto.
Il 10 luglio, mentre in altri luoghi della città si tenevano contestazioni e scontri fra altri movimenti e le forze dell'ordine, un gruppo di attiviste e attivisti di Extinction Rebellion versava altri litri di sangue finto sul Ponte di Calatrava, mentre altre persone tenevano uno striscione che recitava: "G20: i loro soldi, il nostro sangue". La sera si è tenuto presso il Campo Santa Margherita una simulazione di assemblea cittadina.
L'11 luglio, in concomitanza con la conferenza sul cambiamento climatico, il Ponte degli Scalzi è stato ricoperto di scarpe da bambino, come omaggio alle generazioni future che dovranno soffrire o perire a causa della crisi climatica, utilizzando lo slogan "in che mondo vivranno?" Nel mentre un gruppo di attiviste vestite da sirene ha inscenato in un canale "l'uccisione dei nostri sogni". Nel pomeriggio altre azioni hanno interessato le banche che finanziano i combustibili fossili
Il 22 luglio, durante le contestazioni al G20 su Clima, Ambiente ed Energia tenutosi a Napoli, il gruppo locale campano si è esibito in un corteo funebre, guidato dalla celebre figura di Pulcinella

## Strategia e arresto

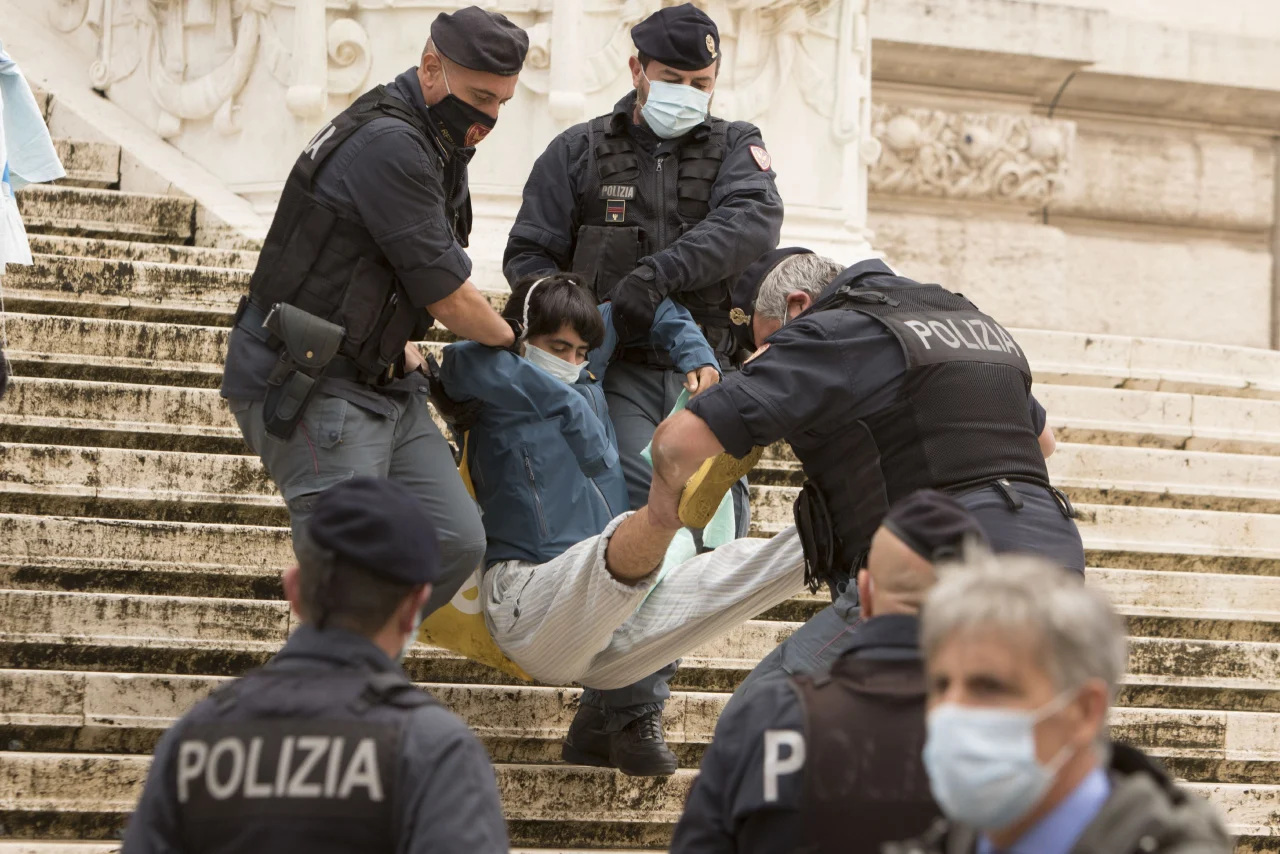
Attivisti rimossi dalle scalinate del Parlamento, ottobre 2020

Extinction Rebellion usa la disobbedienza civile, le azioni dirette e l'arresto di massa come tattica per cercare di raggiungere i suoi obiettivi. Il gruppo fondatore di Extinction Rebellion ha studiato le storie delle "suffragette, dei marciatori del sale indiani, del movimento per i diritti civili e dei movimenti democratici polacchi e della Germania dell'Est", che hanno tutti usato questa tattica, e stanno applicando tali nozioni alla lotta alla crisi climatica ed ecologica..
A giugno e luglio 2019 alcuni dei sostenitori di Extinction Rebellion arrestati in aprile sono comparsi in tribunale nel Regno Unito. Il 25 giugno un manifestante di 68 anni è stato condannato per aver violato un ordine della sezione 14 che conferisce alla polizia il potere di eliminare le proteste statiche da un'area specifica e gli è stato concesso un congedo condizionale. Il 12 aprile oltre 30 manifestanti sono comparsi in tribunale, ciascuno accusato di aver partecipato ad un'assemblea pubblica che non ha rispettato una condizione imposta da un alto ufficiale di polizia in varie località ed in varie date. Alcuni si sono dichiarati colpevoli e sono stati per lo più congedati con la condizionale. Nella settimana di proteste di aprile 2019 a Londra sono stati effettuati 1130 arresti e durante le azioni di due settimane dell'ottobre 2019 a Londra nell'ambito della "Ribellione internazionale", sono stati effettuati 1832 arresti. Circa 600 nella Ribellione di Autunno 2020
A settembre 2020 sono state emesse otto denunce per “Accensioni ed esplosioni pericolose” (Art. 703 del codice penale), per aver acceso un fumogeno di 40 secondi durante una manifestazione, e di “Inosservanza dei provvedimenti dell’Autorità” (Art. 650 del codice penale), per non essere scesi da delle colonne quando ordinato, in seguito ad una azione avvenuta a Torino. In ottobre invece, in seguito ad un presidio davanti alla sede di Eni a Roma, sono arrivate multe dai 280 ai 400 euro, per ogni persona identificata durante l'azione.. A distanza di quasi un anno, le denunce sono state archiviate per insussistenza di reato.
Il 24 agosto 2021, quattro persone coinvolte in azioni della campagna "Duty of Care" a Canberra hanno avuto tutte le accuse "dimostrate ma respinte". Altre cinque cause giudiziarie sono state ascoltate il 25 agosto, concludendosi con una multa di 20 dollari
A partire dal 16 giugno 2022, alcuni attivisti legati alla campagna Ultima Generazione, nata in Extinction Rebellion ma presto evolutasi in un gruppo autonomo e distinto, iniziano una serie di blocchi e sit-in sul Grande Raccordo Anulare di Roma, scatenando l'ira dei lavoratori pendolari che li spostano di peso ai margini della strada e lanciano i loro striscioni fuori dal guardrail.
La rabbia verso gli attivisti continua poi sul web, dove diversi video mostrano il loro rifiuto di spostarsi anche davanti a mezzi del soccorso stradale, un trasportatore di medicinali d'urgenza, medici e infermieri che mostrano il cartellino e chiedono di poter raggiungere l'ospedale, una donna in gravidanza, un uomo che sostiene di star trasportando un malato oncologico presso una struttura per la terapia chemioterapica e davanti ad un'ambulanza ferma dopo il muro di auto bloccato dal sit-in. 
Professano la nonviolenza e la resistenza passiva, tuttavia utilizzano strumenti che rendono difficile la loro rimozione senza causare dei potenziali danni, come lunghi tubi in plastica in cui incastrano le braccia e catene legate strettamente al collo di più manifestanti, questo fa sì che la loro rimozione da parte delle forze dell'ordine sia più difficoltosa e dispendiosa di tempo. Nonostante dichiarino che la loro sia resistenza passiva e non resistenza all'arresto, si abbandonano a peso morto per non essere rimossi, richiedendo l'intervento di più agenti per essere spostati dai luoghi dei sit-in, gettandosi nuovamente nel traffico una volta che non sono più fisicamente bloccati dagli agenti.

## Supporto

### Celebrità
Durante la "Ribellione internazionale", iniziata il 15 aprile 2019, sono arrivate azioni e messaggi di sostegno da varie fonti, tra cui un discorso dell'attrice Emma Thompson a Londra ed uno del padre missionario Alex Zanotelli a Roma, una visita programmata a Londra della leader dello sciopero scolastico Greta Thunberg e dichiarazioni dell'ex scienziato della NASA James Hansen e del linguista e attivista Noam Chomsky.
Il cantante Michael Stipe ha incontrato i membri del movimento a Roma, dedicando ad Extinction Rebellion i proventi del suo primo singolo da solista "Your Capricious Soul"
Anche l'economista britannica Kate Raworth ha preso parte alle azioni di protesta tenutesi a Londra nell'agosto del 2021.

### Fondi
Il movimento italiano ha raccolto fondi principalmente attraverso il crowdfunding online, l'autofinanziamento e contributi provenienti da piccoli donatori. In questo modo il movimento è in grado di far fronte alle spese legali dovute alle numerose multe e denunce subite.